# Montefiascone
Montefiascone er en italiensk by (og kommune) i regionen Lazio i Italien, med omkring 12.955(2023) indbyggere.